# Mirarce eatoni
Mirarce eatoni — викопний вид енанціорнісових птахів родини Avisauridae, що існував у кінці крейди (75 млн років тому). Викопні рештки птаха знайдені в американському штаті Юта.

## Скам'янілості
Скам'янілі рештки птаха виявлені у 1992 році у відкладеннях формації Кайпаровіц. Голотип складається з часткового посткраніального скелета без черепа, що включає 3 шийних, 2 грудних хребця, пігостіль, вилочку, мечоподібний відросток грудини, фрагмент лівої лопатки та коракоїд, плечову, ліктьову і променеву кістки з фрагментами кисті, декілька злитих фрагментів тазового пояса і деякі елементи задніх кінцівок.

## Опис
Mirarce eatoni була розміром з індика і прекрасно вміла літати — про це свідчать її розвинений кіль і махові горбки на ліктьових кістках, до яких прикріплювалися пір'я. Така будова дозволяє перенести частину навантаження з пір'я на скелет в польоті.